# التحصين أثناء الحمل

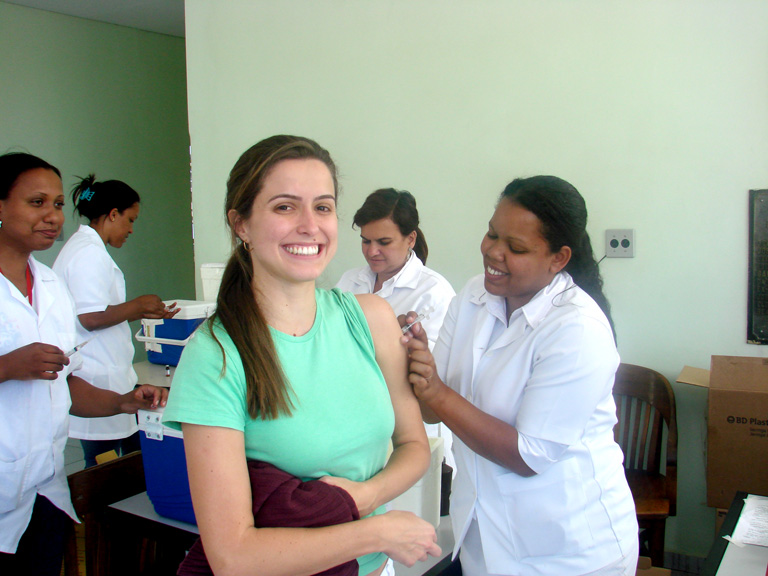

التحصين( التطعيم) أثناء الحمل لا يعتبر إعطاء لقاحات/أمصال للمرأة الحامل إجراءًا روتينيًا ؛ حيث من الشائع أنه يفضل إعطاء المرأة اللقاحات اللازمة إما قبل الحمل أو فترة ما بعد الولادة. وعند الاهتمام بالتطعيم علي نطاق واسع يقل خطر إصابة المراة الحامل التي لم تتلقي تطعيمًا بأي عدوي ذات صلة؛ مما يعطي الفرصة لتأجيل التطعيمات الروتينية لما بعد الولادة. و بالرغم من ذلك قد يحدث التطعيم أثناء الحمل دون قصد أو في حالات خاصة عندما يقلل التطعيم من خطر إصابة المرأة الحامل والجنين لمرض معين وكقاعدة عامة فيمنع تطعيم الحامل ببكتيريا حية أو فيروس.

## اللقاح البكتيري المخفف
تطعيم البكتيريا العصوية هو لقاح ضد السل و يمنع إعطاؤه للحامل.

## اللقاحالبكتيري الخامل
يستخدم أثناء الحمل عندما تكون الحالة معرضة لخطر الإصابة بمرض معين. وبالرغم من قلة الأدلة العلمية الخاصة بالتطعيم ضد عدوي البكتيريا الدائرية الرئوية-التي تسبب الالتهاب الرئوي-، أو الدائرية السحائية-التي تسبب الالتهاب السحائي- أو حمي التيفود؛ إلا أنه لم يظهر أي دليل مؤكد علي أن له أية آثار جانبية علي الجنين. ويعتبر الأطفال تحت الثانية أو أولئك الذين يقضون وقتا في مجموعات من الأطفال (على سبيل المثال في الرعاية النهارية أو الحضانة) يمكن أن يكونوا أكثر عرضة للإصابة بمرض المكورات الرئوية، ويمكن أن يسبب مرض المكورات الرئوية أمراضًا خطيرة مثل الالتهاب الرئوي والتهاب السحايا. ولم يثبت أن إعطاء لقاح المكورات الرئوية في الحمل قلل من عدد الأطفال الذين يصابون بمرض المكورات الرئوية.
وتعتبر النساء الحوامل والرضّع والأطفال الصغار معرضون لخطر مشاكل خطيرة من فيروس الأنفلونزا. وقد أظهرت واحدة من الأبحاث الجيدة أن لقاح الأنفلونزا قلل عدد النساء والأطفال الذين أصيبوا بالأنفلونزا. ويمكن أن يسبب فيروس الأنفلونزا ب مرض التهاب السحايا الجرثومي والالتهاب الرئوي. ولم يتم العثور على ما يكفي من الأبحاث لتوضيح ما إذا كان إعطاء لقاح الأنفلونزا ب يقلل من عدد الأمهات والرضع المصابين بفيروس الأنفلونزا ب. ولاتزال هناك حاجة لمزيد من الأبحاث.
ويمكن أن تنتقل عدوي التهاب الكبد الوبائي ب من الأم إلي الجنين و كذلك بين الأطفال دون سن الخامسة.وغالبًا ما يتعافي البالغون الذين يصابون بالعدوي بخلاف الرضع فهم معرضون لأن تتطور الإصابة وتصير مزمنة و قد ينتج عنها إصابة بسرطان الكبد و هو أكثر شيوعًا في الدول النامية. وقد اقترح أن تطعيم الأمهات ضد التهاب الكبد الوبائي ب في الحمل قد يقلل من خطر إصابة الطفل بالعدوى. ولا توجد في الوقت الحالي أبحاث كافية لإثبات أن لقاح التهاب الكبد الوبائي ب آمن في الحمل.

## السموم المقتولة (التوكسين)
السموم المقتولة (التوكسين) هي مواد سميتها مثبطة مثل «لقاح التيتانوس»، وقد وجد أن التطعيم ضد التيتانوس لا يشكل أية خطورة علي الحامل وهو معتمد في عديد من الدول لوقاية حديثي الولادة من العدوي. وطبقًا لمنظمة الصحة العالمية (WHO) فإن أكثر من 180,000 طفل حديث الولادة وأكثر من 30,000 امرأة يموتون سنوياً بسبب التيتانوس -الكزاز-. وعادة ما يتم تمرير التيتانوس إلى حديثي الولادة عن طريق أدوات غير معقمة يتم استخدامها لقطع الحبل السري أوغيره من الممارسات غير النظيفة عند الولادة. وأظهر لقاح التيتانوس (الكزاز) نجاحًا في منع الأطفال من الإصابة والوفاة من التيتانوس. ويوصي الكونجرس الأمريكي لأطباء النساء والولادة (ACOG) بالجدول التالي للحوامل لتلقي اللقاح--
- إذا لم يتم تحصينها: ثلاث جرعات في 0 و 4 و 6-12 شهرًا
- الجدول الزمني إذا كان التحصين غير معروف: على الأقل جرعتين في أواخر الربع الثاني أو الثالث.
- عند عدم تلقي اللقاح في فترة الحمل: جرعة في فترة ما بعد الولادة.

## الجلوبيولين المناعي
الجلوبيولين المناعي (Rho) هي عوامل مناعية تستخدم كوقاية للنساء الحوامل المعرضات للإصابة بالتهاب الكبد الوبائي B,A وداء الكلب وجدري الماء و التيتانوس (الكزاز).